# Іспанська рапсодія (Ліст)
Rhapsodie espagnole (Іспанська рапсодія), S.254, R.90 — це сольна п'єса для фортепіано, написана Ференцом Лістом у 1863 році. Цей твір дуже нагадує традиційну іспанську музику. Подорож композитора Іспанією та Португалією в 1845 році надихнула його на написання п'єси. Тривалість твору становить близько 11–14 хвилин. Він містить багато технічних складностей, таких як швидкі акорди та октави. Ферруччо Бузоні аранжував п'єсу для фортепіано з оркестром у 1894 році.
Твір містить вільні варіації Фолії та Арагонської хоти й починається каденцією, що містить сліпі октави.